# José María Alfaro Polanco
José María Alfaro Polanco (Burgos, 30 de agosto de 1905-Fuenterrabía, 9 de septiembre de 1994) fue un escritor, diplomático y político español. Destacado militante de Falange Española, obtuvo el Premio Nacional de Literatura en 1933 y fue presidente de la Federación de Asociaciones de Periodistas de España desde 1944 a 1950 y de la agencia de noticias EFE durante 1976-1983. Fue también consejero nacional y procurador en Cortes durante la dictadura franquista. 

## Biografía
Nació en Burgos en 1905. Estudió Derecho en la Universidad Central de Madrid. Uno de sus primeros mentores literarios fue Pedro Salinas, a quien conoció en 1922. Sus inicios poéticos se insertan en la literatura vanguardista: mantuvo estrecha relación literaria con Eduardo de Ontañón (en cuya revista Parábola, editada en Burgos, fue redactor); con César González Ruano y con Herrera Petere, con el que fundó la revista Extremos a que ha llegado la poesía española. Asimismo fue colaborador de La Gaceta Literaria, de Ernesto Giménez Caballero a finales de los años veinte y primeros treinta. En 1933 recibió el Premio Nacional de Literatura. En 1931 publicó una Elegía al Capitán Galán, en homenaje a la recién nacida República. Trabajó como redactor literario de El Sol entre 1931 y 1932; y, posteriormente, colaboró en Informaciones.
De su radical giro ideológico da buena muestra que en marzo de 1933 fuese uno de los promotores del semanario El Fascio, del que sólo salió el primer número, recogido por orden gubernamental. Afiliado a Falange, colaboró con el semanario F.E., órgano oficial de Falange y sería un asiduo de las tertulias literarias de «La ballena alegre»; se contó entre el grupo de escritores que compusieron la letra del himno «Cara al sol», en la famosa reunión del restaurante Or-Kon-pon. En este sentido, Alfaro ha sido situado como uno de los miembros del círculo de escritores reunido en torno a José Antonio Primo de Rivera.
Con el estallido de la Guerra civil se convirtió, junto con Manuel Valdés Larrañaga, en uno de los líderes de la organización quintacolumnista Falange Clandestina en Madrid. Tras haber pasado por prisión se refugió en la embajada de Chile, donde permanecería oculto durante una parte de la contienda. En una de sus últimas cartas, José Antonio le envió un “abrazo especial” junto a Eugenio Montes. Al final de la contienda sería nombrado director del diario falangista Arriba por el ministro de la gobernación, Ramón Serrano Suñer, tomando posesión del cargo el 29 de marzo de 1939 —tras la toma de Madrid—. Le sucedería Xavier de Echarri, en 1940. 
Llegó a visitar a Miguel Hernández en la cárcel junto a Rafael Sánchez Mazas para tranquilizarle con respecto a su suerte.
Sería nombrado subsecretario de Prensa y Propaganda, cargo que desempeñó hasta octubre de 1940. Fue el organizador de la visita a España del conde Ciano, ministro de Asuntos exteriores de Mussolini, en julio de 1939. Fue miembro de la Junta Política de FET y de las JONS, entre 1939 y 1941, así como del Consejo Nacional de FET y de las JONS. También ejercería como procurador de las Cortes franquistas, entre 1943 y 1957.
Durante los años de la posguerra ejerció como director de las revistas Escorial y Vértice, además de presidir la Asociación de Prensa de Madrid. Frecuentaría en 1940 la tertulia madrileña Musa Musae junto a Manuel Machado, Adriano del Valle, José María de Cossío, Dionisio Ridruejo, Rafael Sánchez Mazas, etc.
Ejerció como embajador español en Colombia (1950-1955) y Argentina (1955-1971).
En 1972 recibió el Premio Mariano de Cavia y en 1981 el "Manuel Aznar" de periodismo, por sendos artículos publicados en el diario ABC, del que fue crítico literario desde su regreso de la actividad diplomática.
Publicó libros de poesía como Versos de un invierno (1941) o El abismo (1979) y la novela Leoncio Pancorbo (1942), sobre un joven castellano que encuentra en el activismo falangista el sentido de su vida. Escribió también obras teatrales en verso como La última farsa, El molinero y el diablo (en colaboración con Suárez de Deza) y Fue en una venta (con Alfredo Marquerie).

## Obras

### Narrativa
- Leoncio Pancorbo
- Cuatro estaciones
- La muerte del héroe
- Libro del llanto

### Poesía
- Versos de un invierno
- El abismo

### Teatro
- La última farsa
- El molinero y el diablo
- Fue en una venta

## Reconocimientos
- Gran Cruz de la Orden de Cisneros (1946)[24]
- Gran Cruz (con distintivo blanco) de la Orden del Mérito Naval (1960)[25]
- Gran Cruz de la Orden de Isabel la Católica (1966)[26]
- Gran Cruz (con distintivo blanco) de la Orden del Mérito Aeronáutico (1970)[27]
- Gran Cruz de la Orden Imperial del Yugo y las Flechas (1971)[28]